# Тэшнад
Тэшна́д (рум. Tăşnad, венг. Tasnád) — город на севере Румынии, в составе жудеца Сату-Маре. Население составляет 9670 человек по состоянию на 2008 год. 60 % населения — румыны, остальные 40 % — венгры.
С начала 2000-х годов Тэшнад развивается как рекреационный центр благодаря открытым в 1978 году запасам термальной воды. Ежегодно термальные бассейны Тэшнада посещают около двухсот тысяч человек.